# Lacul Valdai
Valdai (rusă Валдайское озеро) este un lac glaciar situat în partea central-nord-vestică a Rusiei, între colinele din Podișul Valdai. Are o suprafață de 19,7 kmp. Adâncimea maximă a lacului este de 60 m. Pe una dintre insulele de pe lac se află Mânăstirea Iverski.